# Гёгюш, Али Ихсан
Али Ихсан Гёгюш (тур. Ali İhsan Göğüş, 1923 — 22 июля 2011) — турецкий журналист и политик, занимал посты министра туризма и государственного министра.

## Биография
Родился в 1923 году в Газиантепе. Окончил стамбульский лицей Кабаташ. Затем — Стамбульский университет.
Занимал посты главного редактора «Türk Haberler Ajansı», газет «Dünya», «Akşam» и «Cumhuriyet», а также периодического издания «Kim». В 1984-90 годах занимал должность вице-председателя Верховного совета радио и телевидения.
Умер 22 июля 2011 года в Стамбуле.

### Политическая карьера
В 1945 году вступил в Республиканскую народную партию. В 1961 году баллотировался от неё в Консультативную Ассамблею. С 15 октября 1961 года по 5 июня 1977 года был членом Великого национального собрания от ила Газиантеп. Занимал пост министра туризма в 28-м правительстве Турции. После раскола в РНП вышел из неё и вступил в Республиканскую партию доверия. Занимал пост государственного министра в 34-м правительстве Турции.

### Личная жизнь
В 1951 году женился на Незахат Алемдар Гёгюш. У них была дочь Зейнеп Гёгюш, ставшая журналисткой.